# 宋勇 (1955年)
宋勇（1955年1月—），男，汉族，中华人民共和国政治人物。曾任朝阳市人民政府市长，中共朝阳市委书记，辽宁省人大常委会副主任，第十届全国人大代表。2011年1月30日因受贿人民币1022万余元，被叛处死缓。